# Таганай (Челябінська область)
Таганай (рос. Таганай) — селище, підпорядковане місту Златоуст Челябінської області Російської Федерації.
Населення становить 20 осіб (2010).

## Історія
Згідно із законом від 26 серпня 2004 року органом місцевого самоврядування є Златоустовський міський округ.

## Населення
| 2002 | 2010 |
| ---- | ---- |
| 22   | ↘20  |